# Янушівка
Яну́шівка, Яну́шовка (біл. вёска Янушаўка) — село в складі Мядельського району Мінської області, Білорусь. Село підпорядковане Слобідзькій сільській раді, розташоване в північній частині області.
У селі колись стояв вітряний млин початку XX століття, рідкісного для Білорусі типу пальтрак, надалі перенесений у Білоруський державний музей народної архітектури і побуту. Конструктивною особливістю вітряка є його здатність самостійного повороту проти вітру.